# Новопетрівка (Широківський район)
Новопетрівка — колишнє село в Україні, Широківському районі Дніпропетровської області. Чисельність населення за даними 1985 року становила близько 400 осіб. Код КОАТУУ — 1225885505.
Було розташоване на лівому березі річки Інгулець, у кілометрі вище за течією від села Новоселівка та на протилежному березі від селища Рахманівка. На території села знаходилася контра колгоспу «Нове життя».
До колишнього села примикає відвал пустої породи Південного гірничо-збагачувальниого комбінату. Через розширення відвалу жителів села почали розселяти ще у 1980-х роках. Село було знесене до 1990 року, залишалось лише кілька будівель. Зняте з обліку 18 квітня 1997 року. Станом на початок 2017 року, ще не були засипані відвалом сільське кладовище, північний край вулиці, стара башта (залишки садиби поміщика Яновського) та сади навколо села.

## Галерея

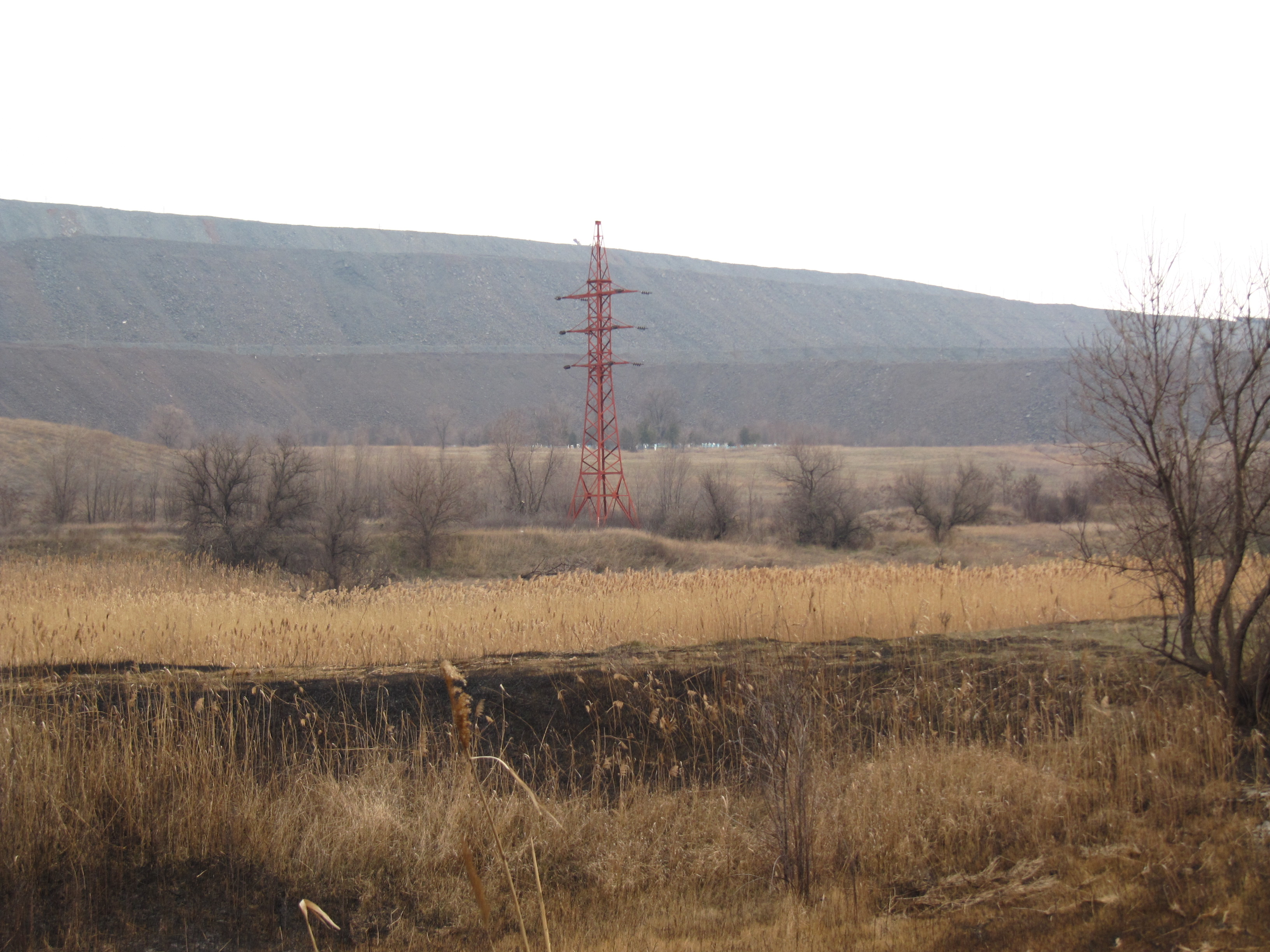
Кладовище колишнього села Новопетрівки, поки що ще не засипане відвалом ПівдГЗК
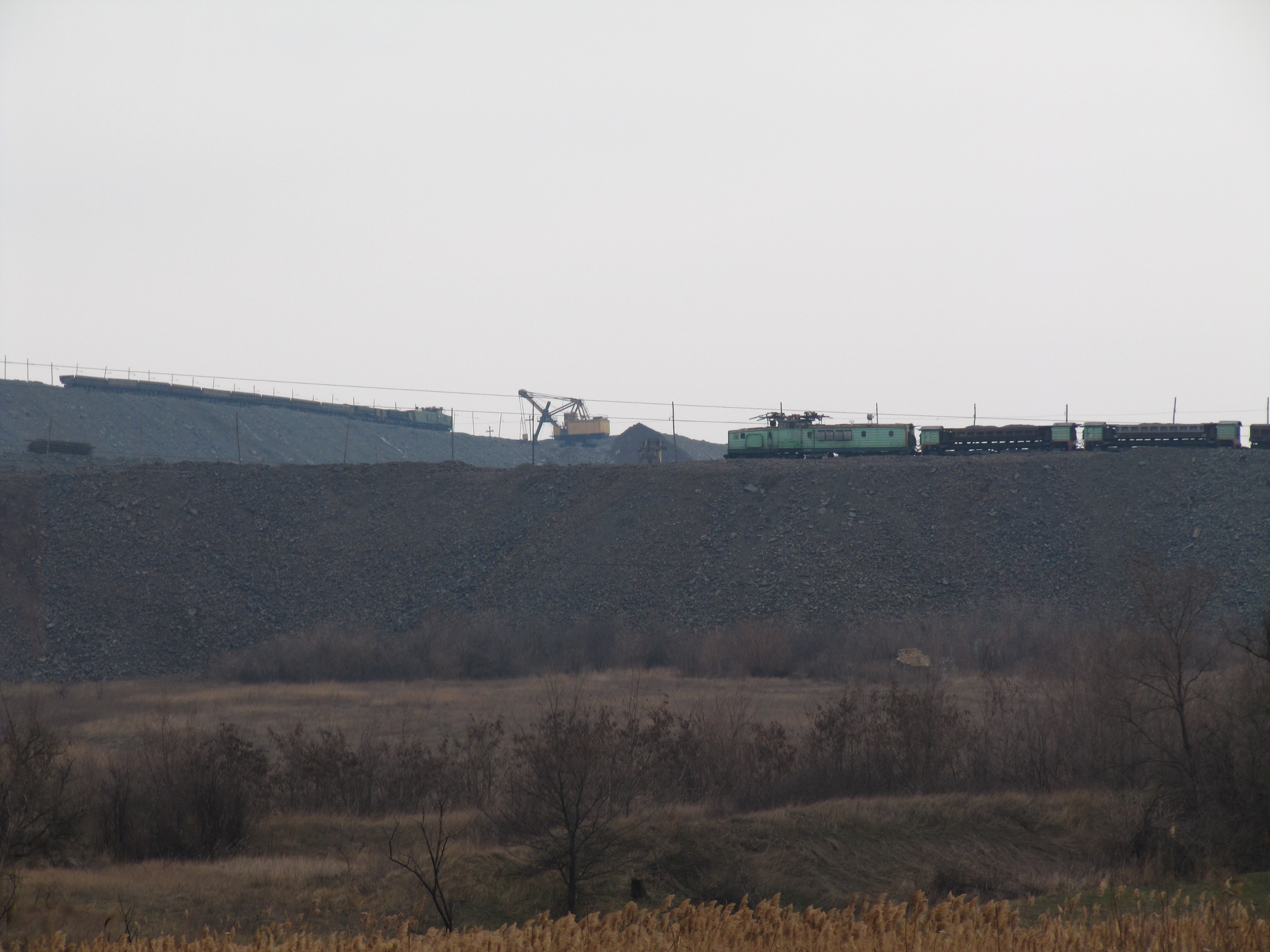
Північна частина вулиці колишнього села Новопетрівка. Йде процес засипання села відвалом ПівдГЗК. В нижній правій частині кадру видно вцілілі стіни будинку.
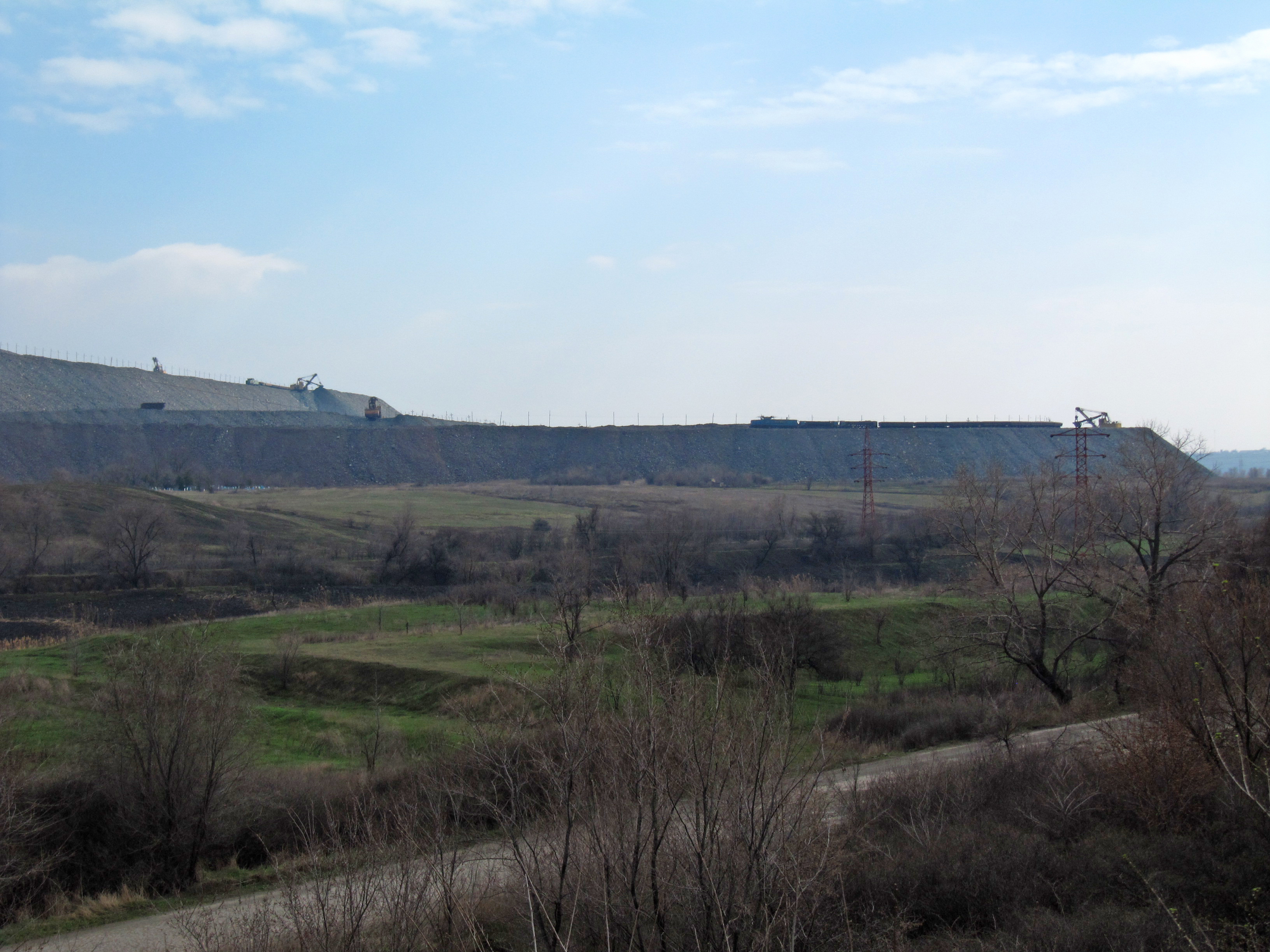
Вид на колишнє село Новопетрівка. Ліворуч видно сільське кладовище, по центру кадру - північний кінець однієї з вулиць. Фото зроблено з насипу дореволюційної Катеринівської залізниці, нині розібраної.
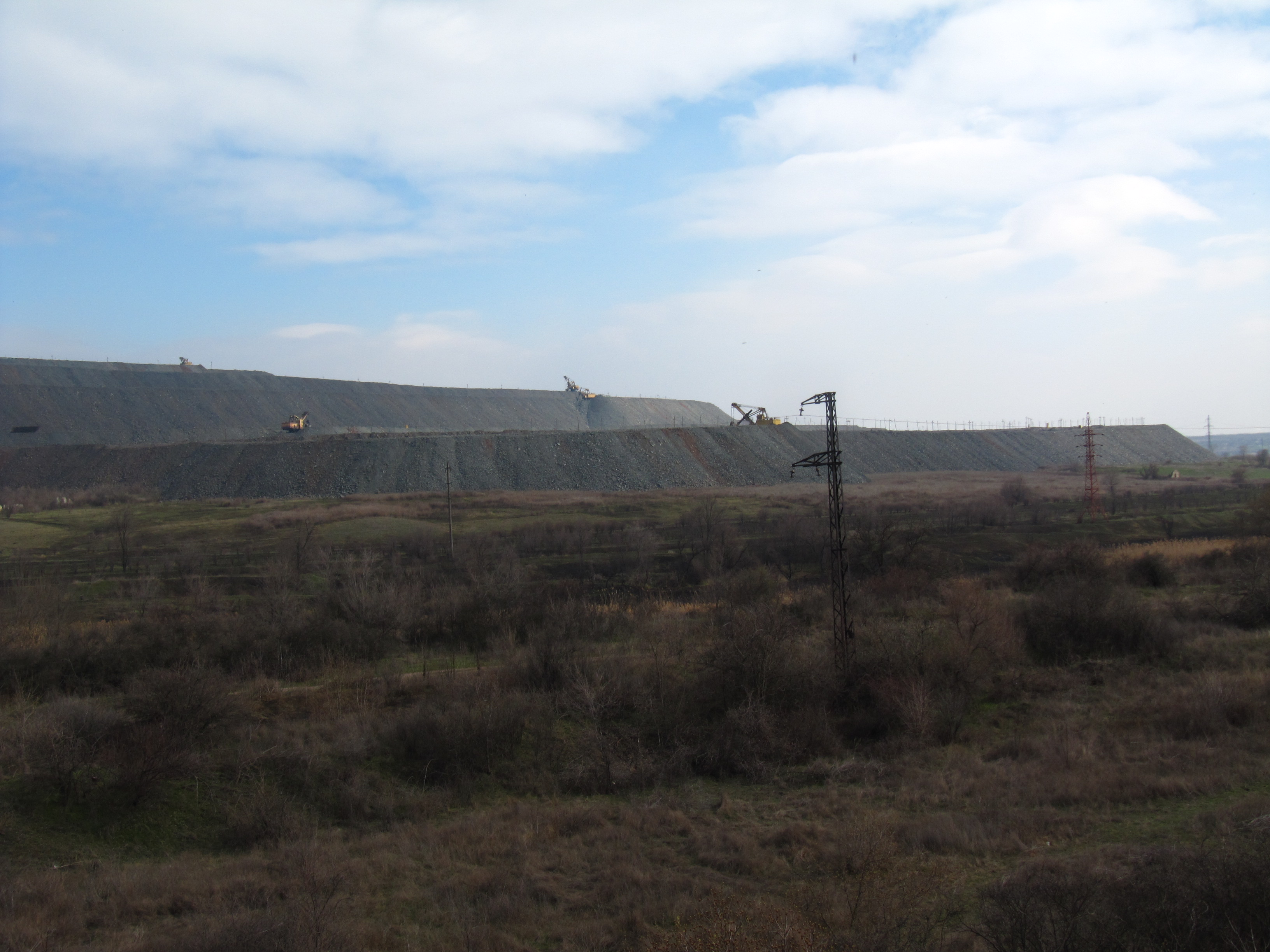
Ліворуч видно північний кінець однієї з вулиць, праворуч - стіну поодиноко стоячої будівлі, що ще вціліла. Фото зроблено з руїн одного з дореволюційних рудників, сліди яких можна знайти на скелястому схилі.
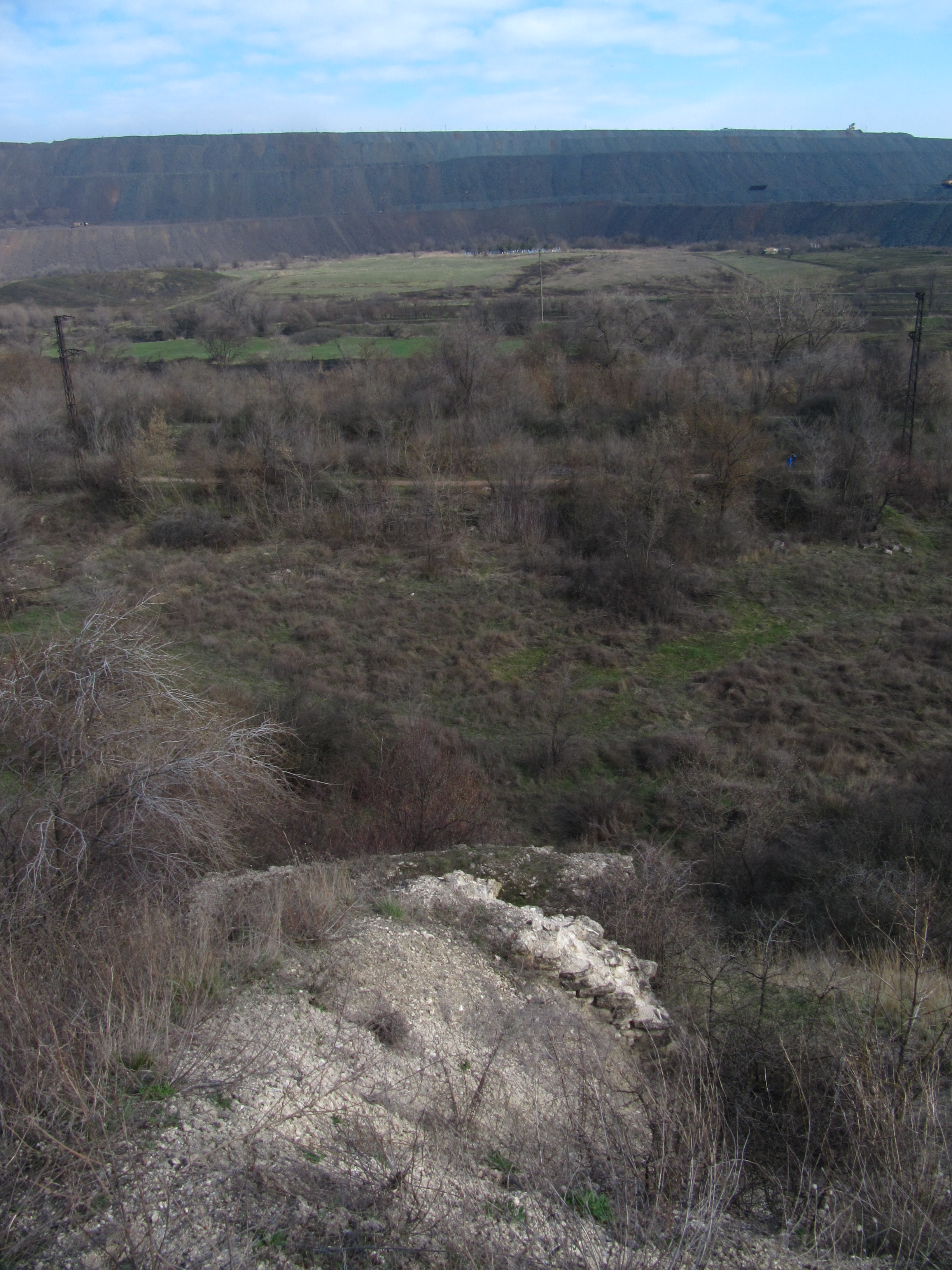
По центру кадру у верхній його частині видно сільське кладовище. Фото зроблено з руїн одного з дореволюційних рудників. На передньому плані - опорна стіна біля шурфу рудника, складена з каменю (місцеві вапняки та пісковики). Стіна зроблена ще не на цементі а на вапновій суміші. Трохи далі видно насип дореволюційної Катеринівської залізниці.
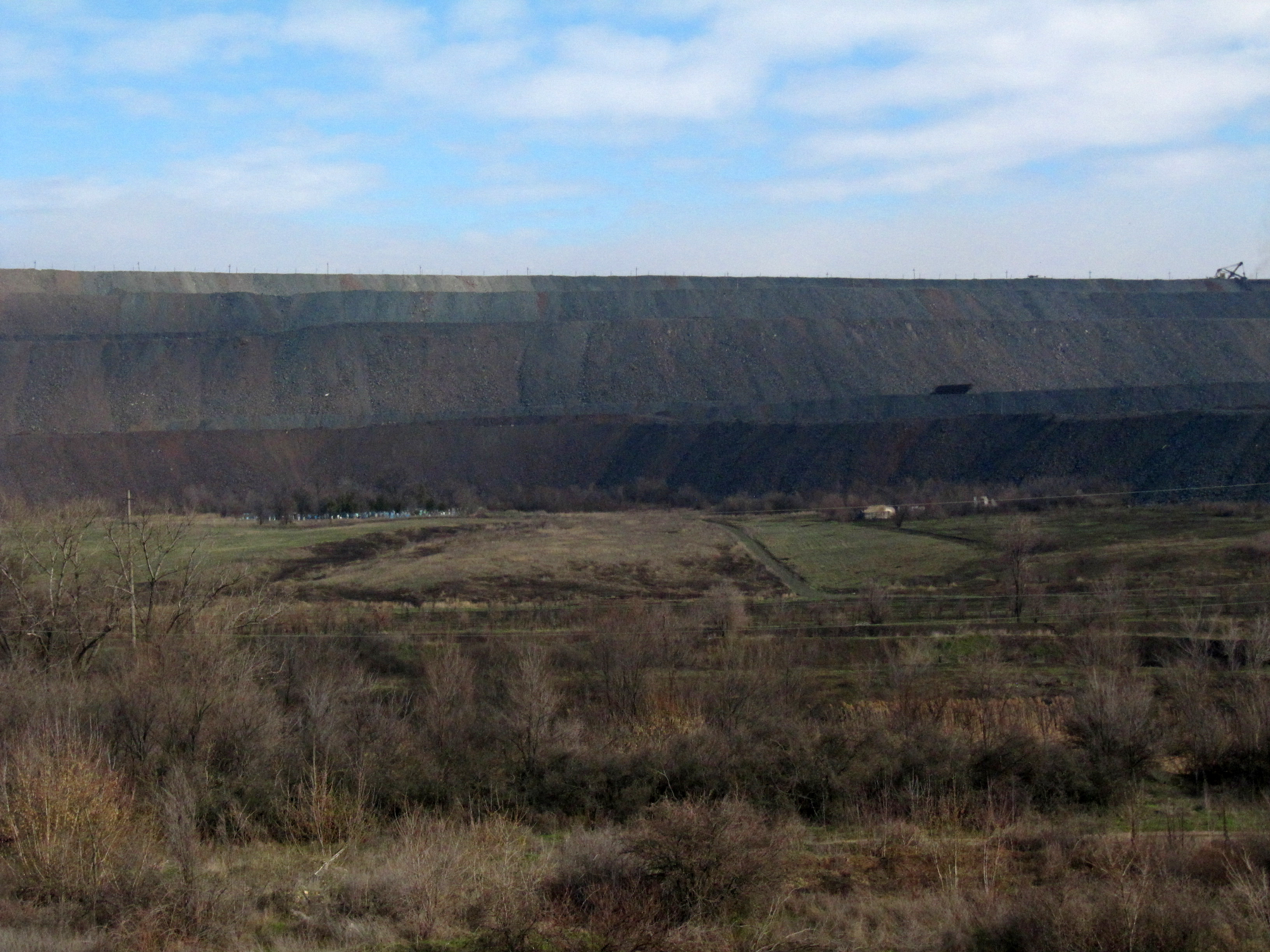
Ліворуч видно сільське кладовище, праворуч - північний кінець однієї з вулиць. Фото зроблено з одного з дореволюційних рудників. На передньому плані видно насип дореволюційної Катеринівської залізниці, нині розібраної. Також видно очерети на березі річки Інгулець.
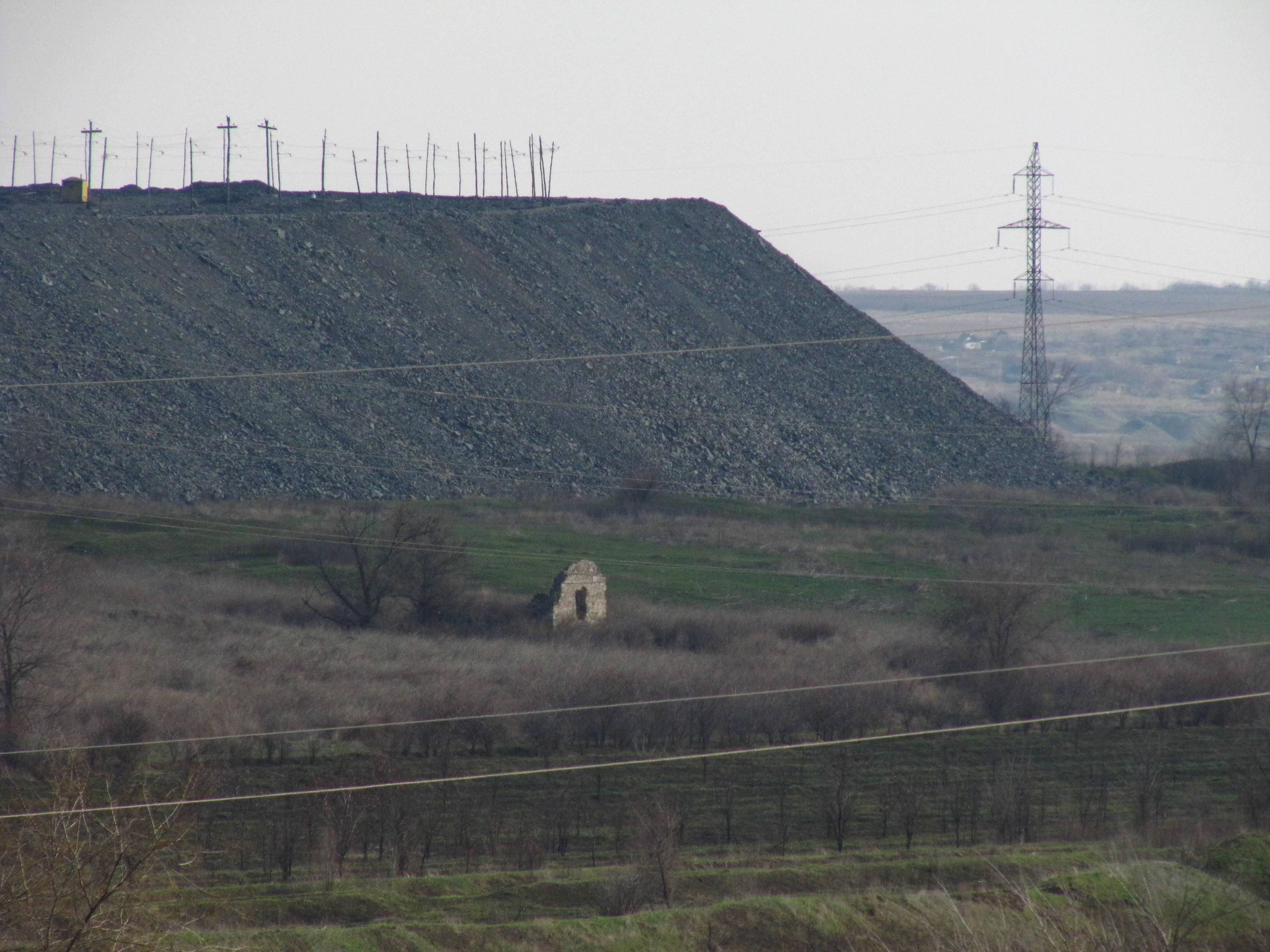
Видно залишки окремо стоячої кам'яної будівлі. Фото зроблено з одного з дореволюційних рудників. Внизу кадру видно берег річки Інгулець. На задньому плані, за відвалом видно залишки села Новоселівка.

## Відомі люди
- Булавенко Віктор Олександрович (1990—2014) — молодший сержант Збройних сил України, учасник російсько-української війни.